# Włodzimierz Marciński
Włodzimierz Marciński (ur. 27 lipca 1948 w Warszawie) – polski informatyk i urzędnik państwowy szczebla centralnego.

## Życiorys
Absolwent organizacji przetwarzania danych Szkoły Głównej Planowania i Statystyki w Warszawie. Karierę zawodową rozpoczął jako asystent w Instytucie Maszyn Matematycznych w Warszawie. Od 1972 specjalizuje się w zastosowaniach administracyjnych informatyki. Był autorem oprogramowania narzędziowego dla produkowanego w Polsce sprzętu komputerowego oraz wielu wdrożonych, użytkowych systemów informatycznych.
W latach 1988–1992 odpowiadał za informatyzację placówek RP na terenie Niemiec. Od 1994 wicedyrektor w Departamencie Archiwum Ministerstwa Spraw Zagranicznych i Pełnomocnik Ministra ds. rozwoju systemów informatycznych. Od 1998 był I radcą w Stałym Przedstawicielstwie RP przy UE w Brukseli odpowiedzialnym za tematykę telekomunikacji, społeczeństwa informacyjnego oraz technologii teleinformatycznych. Obowiązki te dzielił ze sprawowaną jednocześnie funkcją dyrektora Biura Informatyki MSZ. Przedstawiciel Polski w grupach roboczych Rady Unii Europejskiej ds. telekomunikacji, usług społeczeństwa informacyjnego oraz elektronicznej komunikacji. Od 2002 członek grupy ekspertów ds. teleinformatyki Rady Europy.
Był dyrektorem Departamentu Społeczeństwa Informacyjnego w MSWiA. Od lipca 2004 do października 2005 zajmował stanowisko podsekretarza stanu w Ministerstwie Nauki i Informatyzacji. 21 grudnia 2004 w imieniu Polski zażądał zdjęcia projektu tzw. dyrektywy patentowej z porządku obrad Rady Unii Europejskiej, poświęconych rybołówstwu, co w konsekwencji spowodowało głosowanie w Parlamencie Europejskim i odrzucenie projektu. W podziękowaniu za ten czyn, międzynarodowa społeczność internautów zapoczątkowała inicjatywę pod nazwą Thank you, Poland!, zaś Włodzimierz Marciński podczas uroczystości w polskim Sejmie otrzymał podpisane podziękowania od tysięcy osób z Europy i świata zebrane w czasie inicjatywy.
24 stycznia 2012 został pełnomocnikiem ministra administracji i cyfryzacji ds. rozwoju kompetencji cyfrowych w administracji; 26 czerwca 2012 został mianowany tzw. liderem cyfryzacji. 
Od czerwca 2017 pełni funkcję prezesa Polskiego Towarzystwa Informatycznego.

## Odznaczenia i wyróżnienia
- Krzyż Kawalerski Orderu Odrodzenia Polski (2013)[8]
- Srebrny Krzyż Zasługi (1997)[9]
- Odznaka honorowa za Zasługi dla Komunikacji Elektronicznej (2024)[10]
- nagroda Info Star za popularyzację zagadnień informatyki (2012)